# گنجینه سان جنارو
گنجینه سان جنارو (ایتالیایی: Treasure of San Gennaro) با نام اصلی عملیات سان جنارو، یک فیلم کمدی ایتالیایی به کارگردانی دینو ریسی است که در سال ۱۹۶۶ منتشر شد.

## بازیگران
- نینو مانفردی
- زنتا برگر
- هری گواردینو
- کلودین اوژه
- توتو
- ماریو آدورف
- اوگو فانگارجی
- دانته ماجو
- ویتوریا کریسپو
- رالف وولتر
- ماریو آباته
- رینو جنووِزه
- ماریا تدسکی